# Holbav
Holbav (deutsch Holbach, ungarisch Holbák) ist eine Gemeinde im Kreis Brașov in der Region Siebenbürgen in Rumänien.

## Geographische Lage

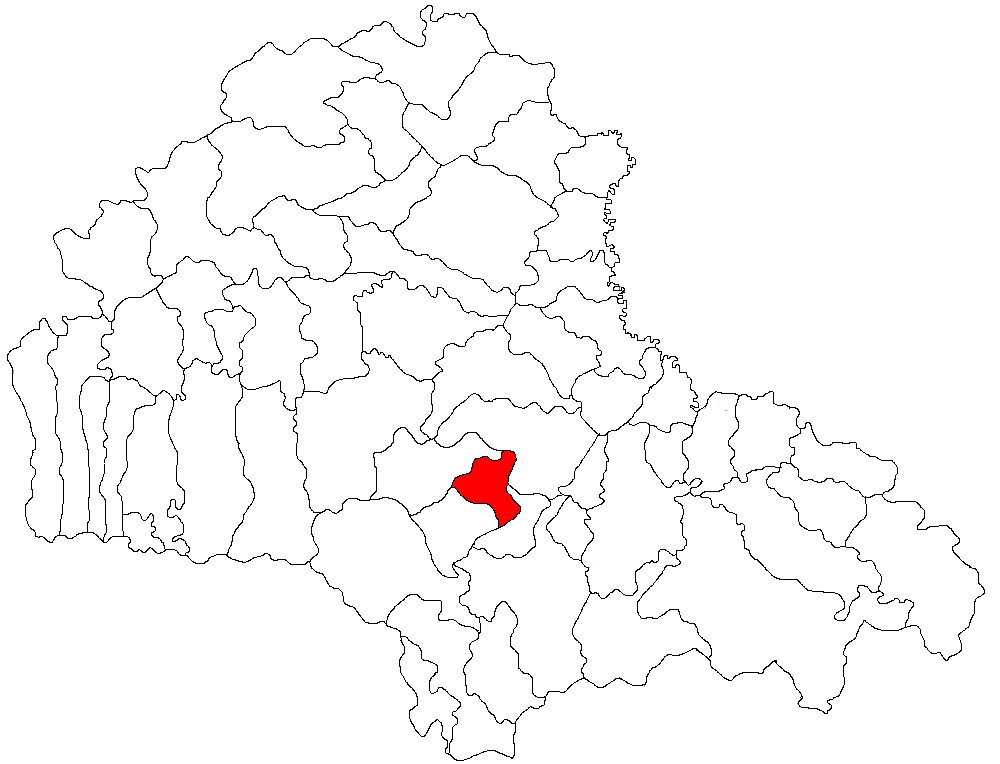
Lage von Holbav im Kreis Brașov

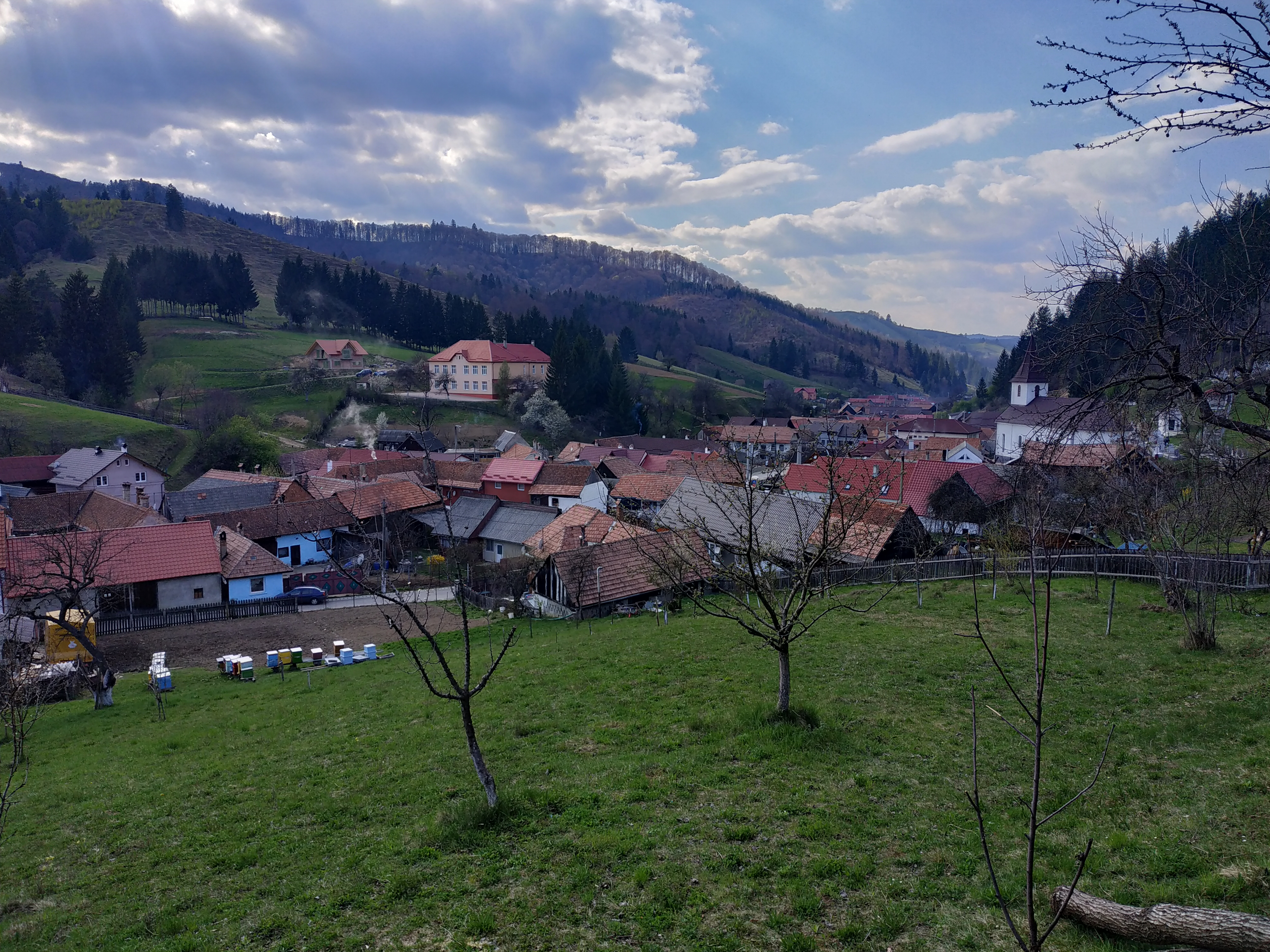
Blick auf Holbav

Die Gemeinde Holbav liegt im Südosten des Siebenbürgischen Beckens südlich vom Măgura-Codlei-Berg (Zeidner Berg). Am gleichnamigen Bach und der Kreisstraße (Drum județean) DJ 106B befindet sich Holbav zwölf Kilometer südwestlich von der Stadt Codlea (Zeiden), die Kreishauptstadt Brașov (Kronstadt) befindet sich 20 Kilometer östlich.
Der Ort besteht aus dem zwei Kilometer langen, entlang des Baches Holbav, eigentlichen Ortskern und den verstreuten Anwesen auf den umliegenden Hügeln.

## Geschichte
Holbav wurde erstmals 1570 urkundlich erwähnt. Der Ort war Teil der Gemeinde Vulcan (Wolkendorf), wurde 2004 mit der Neustrukturierung zur eigenständigen Gemeinde.
Holbav verfügt nicht über eine Trinkwasserversorgung und einer Abwasserkanalisation. Die Anwesen auf den umliegenden Hügeln des Dorfzentrums, (nach unterschiedlichen Angaben) etwa 130 oder 211 Haushalte, verfügen nicht über Stromanschluss.

## Bevölkerung
In dem von überwiegend rumänischer Bevölkerung lebenden Ort wurde die höchste Einwohnerzahl (1921) und auch gleichzeitig die der Rumänen (1915) 1966 registriert. Die höchste Einwohnerzahl der Magyaren (22) und die der Rumäniendeutsche (7) wurden 1930 und die der Roma (9) 1850 ermittelt. 1966 bekannte sich einer als Slowake.